# Haus Neuer Wandrahm 10

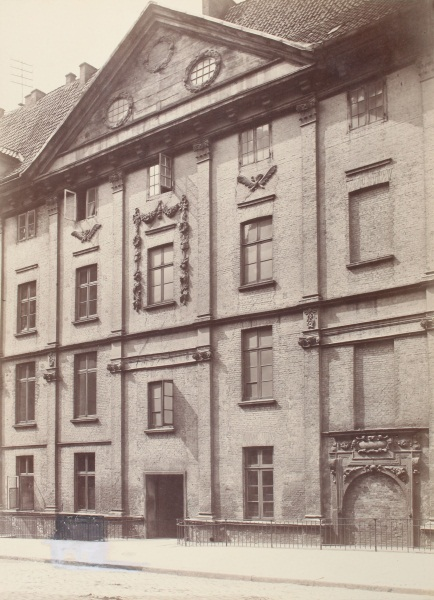
Außenansicht des Neuer Wandrahm 10. Deutlich zu erkennen: die steinerne Girlande und das Portal (unten rechts)

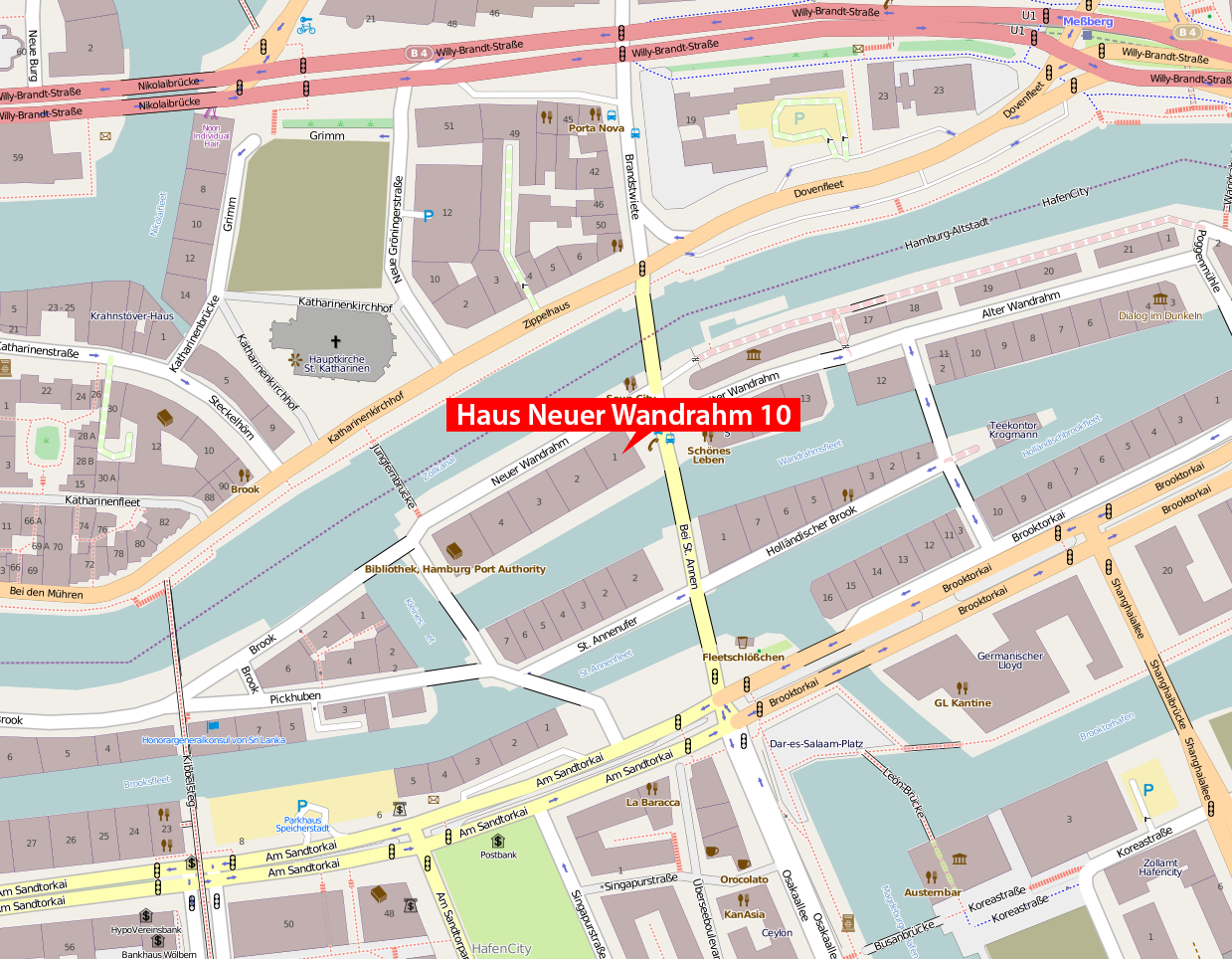
Moderne Karte mit Position des Neuer Wandrahm 10

Das Haus Neuer Wandrahm 10 war ein Hamburger Bürgerhaus im Gebiet der heutigen Speicherstadt, welches an der Ecke Brandstwiete und Neuer Wandrahm stand. Das Haus wurde im letzten Viertel des 17. Jahrhunderts gebaut und 1886 abgerissen.
Vom Haus sind heute neben Fotografien und Zeichnungen auch einzelne Bauteile erhalten, von denen mehrere als Architekturfragmente des Museums für Hamburgische Geschichte in dessen Ausstellungsräume wie auch im Außengelände aufgenommen wurden.

## Fassade
Der schlichte dreigeschossige Backsteinbau fügte sich eher unauffällig in das Straßenbild des Neuer Wandrahm ein und stach nur durch wenige Details im Stile des Hochbarock an der Fassade hervor. Die Fassade war von mehreren symmetrisch angeordneten Pilastern bestimmt, die jeweils vom Erdgeschoss bis zur Decke der ersten Etage und von der zweiten Etage bis zur Decke der dritten Etage reichten. Die Pilaster wurden durch reich verzierte Kapitelle abgeschlossen.
Die aus Sandstein als Hochrelief gearbeitete Fensterumrahmung des mittleren Fensters in der zweiten Etage setzte sich aus einer Vielzahl einzelner Elemente zusammen. Die Umrahmung war nach unten offen, schloss ansonsten das Fenster in Form einer Girlande ein. Neben Früchten, Blättern und Blumen fanden sich auch Schleifen, Weinreben, Kornähren und zum Abschluss an jedem der offenen Enden ein Quast. Dieses reich verzierte Objekt zeigt exemplarisch den Wohlstand, über den die Besitzer einerseits verfügten, den sie anderseits aber auch erhalten wollten. Die Fensterumrahmung ist als eines der wenigen heute noch erhaltenen Bauelemente von Hamburger Bürgerhäusern des 17. Jahrhunderts im Museum für Hamburgische Geschichte ausgestellt.
Das Ende des 17. Jahrhunderts entstandene Sandsteinportal ist ca. 455 cm hoch und 290 cm breit. Das Portal wird geschmückt durch eine Bogenverzierung aus Akanthusblattwerk. Über dem Architrav des Portals befindet sich eine Kartusche mit der Inschrift „Nunquam melius Torquebis invidos / Quam virtuti et Gloria Seviendo“. Die Übersetzung lautet: „Nie wirst Du die Neider mehr quälen, als wenn du Dich der Tugend und dem Ruhme weihst“. Wann das Portal hinzugefügt wurde, ist unklar. Es befindet sich heute an der nordwestlichen Seite des Museums und dient als Tür von der Terrasse ins Gebäude.
Der seit 1883 begonnene Bau der Speicherstadt führte zum Abriss zahlreicher, teilweise aus dem 16. Jahrhundert stammender, Wohnhäuser. Von diesem Abriss war auch das Haus Neuer Wandrahm 10 betroffen.

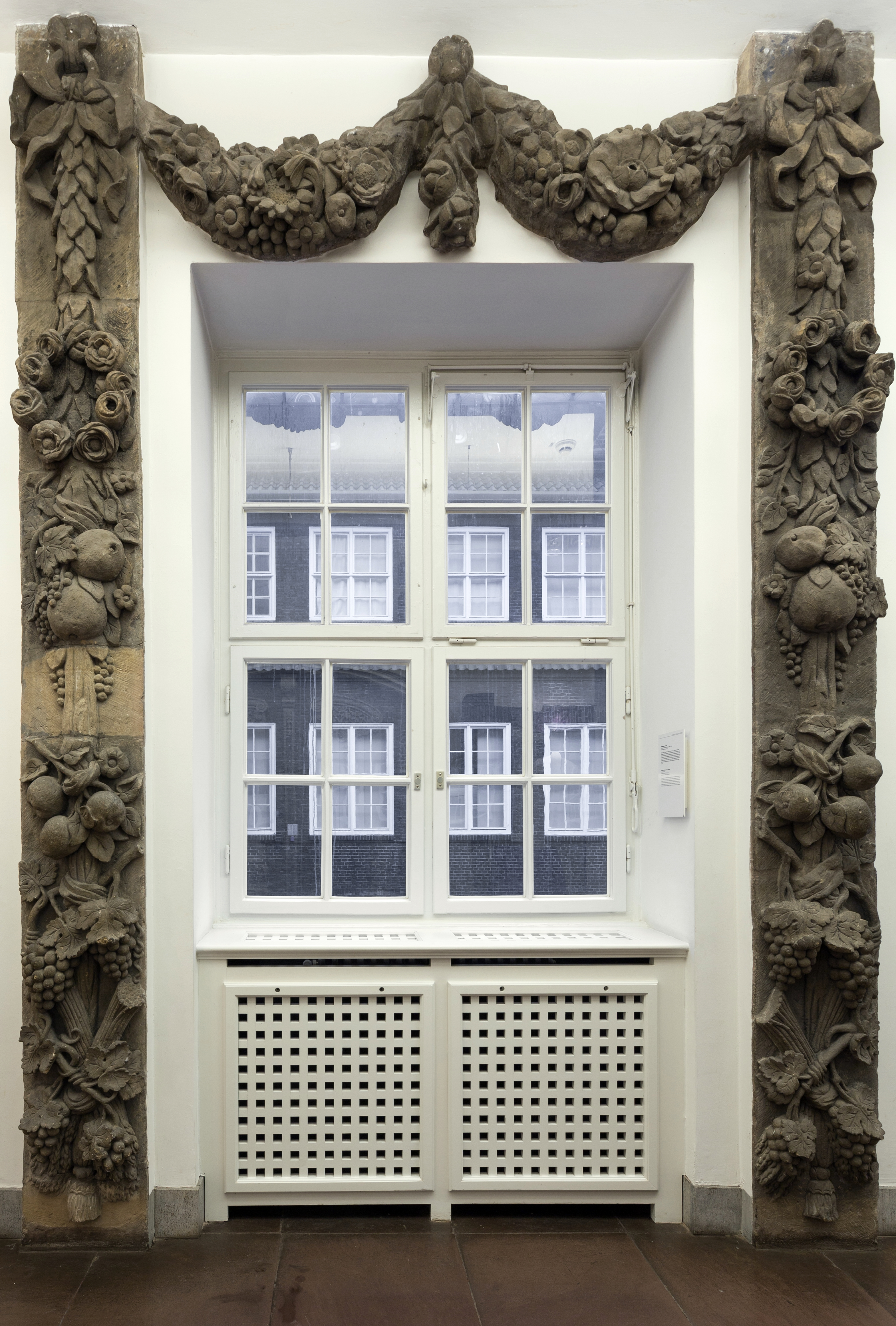
Fensterumrahmung im Museum für Hamburgische Geschichte
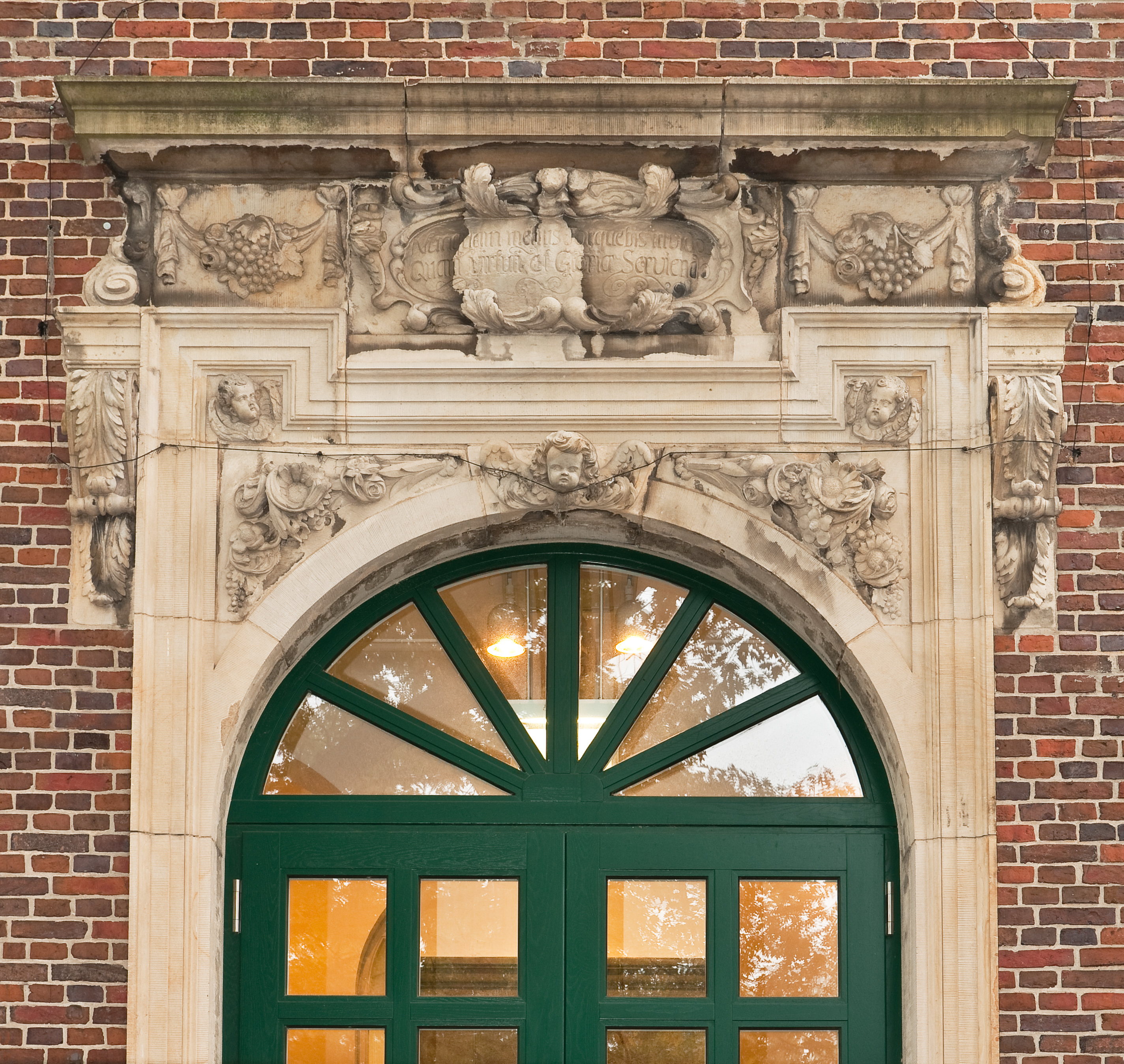
Das bis heute erhaltene Sandsteinportal auf dem Gelände des Museums für Hamburgische Geschichte